# Anastassija Grischutina
Anastassija Grischutina (russisch Анастасия Гришутина, engl. Transliteration Anastasia Grishutina, wiss. Transliteration Anastasija Grišutina; * 1988 in Moskau) ist eine russische klassische Pianistin. Sie ist bisher vor allem als Liedpianistin hervorgetreten.

## Leben und Wirken
Anastasia Grishutina bekam ihren ersten Klavierunterricht 1995 an der Skrjabin Schule für Musik in der Klasse von Ljudmila Tolstikowa. Außerdem sammelte sie dort Chorerfahrung. 2003–2007 studierte sie am Gnesin Kolleg für Musik in der Klasse von Andrej Chitruk (Klavier und Pädagogik). Danach studierte sie am Moskauer Konservatorium in den Klassen von Slava Poprugin, Ekaterina Derzhavina, Olga Martynova, Olga Filippova und Alexey Schevtschenko Klavier, Cembalo und Hammerklavier. Von 2014 bis 2016 setzte sie ihre Ausbildung an der Hochschule für Musik und Theater München bei Adrian Oetiker fort. Von 2016 bis 2021 hat sie Liedgestaltung an der Hochschule für Musik und Tanz Köln (HfMT) bei Ulrich Eisenlohr und Stefan Irmer studiert.
Vom Oktober 2019 bis September 2024 hat sie an der Hochschule für Musik und Tanz Köln im Fach Liedgestaltung und zeitgenössisches Lied unterrichtet.
Seit Februar 2021 ist sie ein Teil der Liedabeteilung der HMTM Hannover.
Bei Meisterkursen erhielt sie unter anderem von Michael Gees, Christoph Prégadien, Benjamin Appl, Graham Johnson, Anne Le Bozec, Jan Philip Schulze, Ruth Ziesak, Dirk Mommertz, Alexej Ljubimow und Bart van Ort Impulse und Inspirationen für ihren musikalischen Werdegang.
2019 war sie Stipendiatin beim Festival LIEDBasel, wo sie Unterricht von Graham Johnson und Benjamin Appl erhielt. 2020/21 war sie ausgewählte Teilnehmerin der „Udo Reinemann International Masterclass“, eine Meisterkursreihe unter anderen bei Juliane Banse, Peter Gijsbertsen und Christianne Stotijn.
Seither widmet sich Grischutina dem Kunstlied. 2016 wurde Anastassija Grischutina mit dem Begleiterpreis beim Aachener Brigitte-Kempen-Wettbewerb ausgezeichnet. Im April 2017 gewann sie zusammen mit dem Bariton Woongsu Kim den 2. Preis beim International Student LiedDuo Competition in Groningen. Im Dezember 2017 gewann sie mit dem gleichen Liedpartner den 3. Preis beim Hochschulinternen Lied Duo Wettbewerb der HfMT Köln. Im August 2018 nahmen Anastassija Grischutina und die Mezzosopranistin Esther Valentin an einem Meisterkurs der Landesakademie Ochsenhausen teil. Daraufhin wurden sie von der Bruno-Frey-Stiftung ausgewählt und mit dem Bruno-Frey-Musikpreis ausgezeichnet. Im September 2018 gewann das Duo den ersten Preis sowie den Publikumspreis beim III. Lied-Duo-Wettbewerb 2018 des Internationalen Schubert Wettbewerb Dortmund. Bei diesem Wettbewerb wurde Grischutina auch als beste Liedpianistin ausgezeichnet. Im September 2019 wurde das LiedDuo Valentin/Grischutina für das dreijährige Förderprogramm SWR2 New Talent ausgewählt. Im November 2019 hat das Duo den Preis der Junior Jury, den Presse Preis und Edwin Rutten & Annett Andriesen Publikums Preis beim 53. IVC 's Hertogenbosch LiedDuo Competition gewonnen. Im Dezember 2020 erhielte das Duo den Brüser Berger Musikpreis 2021.
Im September 2019 wurde das Duo Valentin/Grishutina für das dreijährige Förderprogramm „SWR2 New Talents“ ausgewählt. Diese Förderung ermöglicht Studioproduktionen und Live-Mitschnitte, mediale Begleitung und Beratung sowie auch Kontakte zu Konzertveranstaltern.
Grischutina gastierte auf zahlreichen Festivals, z. B. bei den Klavierfestival an der Hochschule für Musik und Theater München, beim Festival Klavier im Brucknerhaus in Linz, Österreich, beim „Con Bravura“ in dem Kunstmuseum Villa Zanders in Bergisch Gladbach, bei dem „Forum Deutscher Musikhochschulen“ in der Mathias-Jakobs-Stadthalle in Gladbeck sowie beim Peter de Grote Festival und beim Antiqua Musica Nova in Groningen, beim Schubert-Fest in Dortmund und Im Zentrum Lied in Köln.
Im Februar 2018 gab sie zusammen mit dem Bariton Woongsu Kim ein Lunch-Konzert in dem Foyer der Dutch national Oper & Ballett in Amsterdam (Niederlande). Im September 2018 trat sie zusammen mit dem Bariton Joel Urch und der Sopranistin Andrea Graff in der Kölner Philharmonie auf.
In den Jahren 2013 und 2015 nahm sie CDs mit Liedern von N. Medtner und M. Mussorgsky mit der russischen Sopranistin Irina Egorova auf.
Im Jahr 2018 spielte sie eine Rundfunkaufnahme mit der Mezzosopranistin Esther Valentin beim SWR (Standort Baden-Baden) mit ausgewählten Liedern von F. Schubert, H. Wolf, C. Debussy und F. Poulenc ein.
Im Herbst 2019 ist ihre Debüt-CD „Amors Spiel“ – eine Co-Produktion des Labels GWK-Records und des SWR2 – erschienen. Die CD wurde in der Presse hoch gelobt und wurde in vier Kategorien für den Opus Klassik 2020 nominiert.
2020 nahm Grishutina mit Valentin Op. 10 Acht Gedichte aus „Letzte Blätter“ von Richard Strauss, Sechs Lieder Op.48 von Edvard Grieg, Sånger vid havet von Gösta Nystroem, sowie ausgewählte russische Lieder beim SWR2 auf.
2021 wurden die Aufzeichnung des Konzertprogramms „Souvenirs du Printemps“ (mit Werken von J. Brahms, E. Chausson, F. Mendelssohn und R. Schumann) mit Esther Valentin, die Einspielung von Moritz Eggerts „Neue Dichter Lieben“ gemeinsam mit Esther Valentin und mit dem Bariton Konstantin Paganetti ebenfalls beim SWR2, sowie die Produktion einer zweiten CD „Crime Scenes“ gemacht.